# Isaiah Ruto
Isaiah Ruto (ur. ?) – kenijski lekkoatleta, skoczek o tyczce.

## Rekordy życiowe
- Skok o tyczce – 4,42 (1993)[1] były[2][3] rekord Kenii[4]